# Dmitri Ludwigowitsch Tomaschewitsch

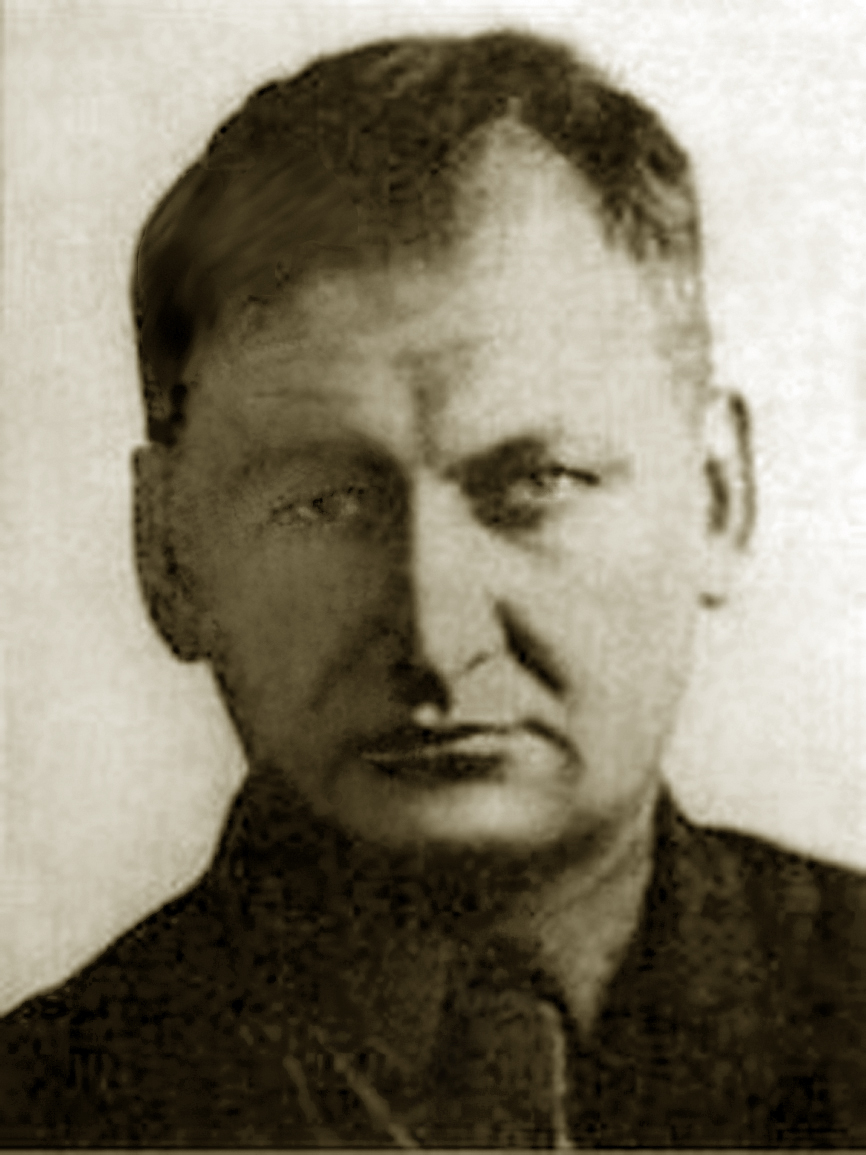
Dmitri Tomaschewitsch

Dmitri Ludwigowitsch Tomaschewitsch (russisch Дмитрий Людвигович Томашевич, wiss. Transliteration Dmitrij Ljudvigovič Tomaševič; * 27. September 1899 in Rakitno, Gouvernement Kiew; † 7. August 1974 in Moskau) war ein sowjetischer Flugzeugkonstrukteur.

## Leben
Seit 1923 beschäftigte sich Tomaschewitsch mit der Entwicklung von Segelflugzeugen. Er schloss das Polytechnikum in Kiew 1926 ab und arbeitete dann in einem Flugzeugwerk in Kiew.
Im Jahre 1929 zog er nach Moskau und arbeitete in einem OKB erst mit Konstantin Alexejewitsch Kalinin, dann mit Nikolai Nikolajewitsch Polikarpow zusammen. Er machte der Luftfahrtkommission den Vorschlag, ein Kampfflugzeug weitestgehend aus Holz zu bauen. Dieser Vorschlag wurde angenommen. Er leitete das Projekt der Polikarpow I-180, mit dessen Prototyp Waleri Pawlowitsch Tschkalow bei dem ersten Flug am 15. Dezember 1938 tödlich verunglückte.
Tomaschewitsch wurde daraufhin festgenommen und im OEA-29, dem Volkskommissariat für interne Angelegenheiten, einem Konstruktionsbüro für inhaftierte Flugzeugentwickler, zwangseingesetzt.
Mit dem Beginn des Großen Vaterländischen Krieges wurde das Büro nach Omsk verlegt. Dort trieb er die Entwicklung des Kampfflugzeuges I-110 voran, das besonders für die Massenfertigung geeignet war. Der fortschrittliche Typ scheiterte jedoch am Mangel geeigneter Motoren. Gleichzeitig wurde das Schlachtflugzeug I-111 Pegas entwickelt. Es erlaubte es, mit einfachsten Grundmaterialien eine sehr widerstandsfähige Maschine herzustellen, die an den Piloten sehr geringe Anforderungen stellte. Aber auch dieses Projekt wurde eingestellt.
Nach dem Krieg entwickelte Tomaschewitsch unbemannte Flugkörper und Raketen. 1953 und 1967 wurde ihm der Staatspreis verliehen. 1961 wurde er zum Professor ernannt und hielt Vorlesungen am MAI.
| Personendaten    | Personendaten                                      |
| ---------------- | -------------------------------------------------- |
| NAME             | Tomaschewitsch, Dmitri Ludwigowitsch               |
| ALTERNATIVNAMEN  | Томашевич, Дмитрий Людвигович                      |
| KURZBESCHREIBUNG | sowjetischer Flugzeugkonstrukteur                  |
| GEBURTSDATUM     | 27. September 1899                                 |
| GEBURTSORT       | Rakitno, Gouvernement Kiew, Russisches Kaiserreich |
| STERBEDATUM      | 7. August 1974                                     |
| STERBEORT        | Moskau, Sowjetunion                                |